# Fritzi Massary
Fritzi Massary, nome d'arte di Friederika Massaryk (Vienna, 21 marzo 1882 – Beverly Hills, 30 gennaio 1969), è stata un'attrice teatrale e soprano austriaca.

## Biografia
Figlia di un commerciante di religione israelita, Fritzi Massary studiò canto a Vienna ed esordì a soli 17 anni al Landestheater di Linz come attrice in un'operetta. Più tardi si è esibita ad Amburgo al Carl-Schulze-Theater e dal 1901 al 1904 al Danzers Orpheum di Vienna, un teatro di rivista, dove ebbe un notevole successo diventando una delle più popolari cantanti e attrici del suo tempo. Nel 1912 è Helene nella prima assoluta di Der liebe Augustin di Leo Fall con successo a Berlino, nel 1920 è Vera Lisaveta nella prima assoluta di Der letzte Walzer di Oscar Straus al Berliner Theater di Berlino, nel 1922 al Berliner Theater di Berlino è Madame de Pompadour nella prima assoluta di Madame Pompadour di Fall e nel 1923 Cleopatra nella prima assoluta di Die Perlen der Cleopatra di Oscar Straus con Richard Tauber e Max Pallenberg al Theater an der Wien. 
Nel 1926 è Adele nella prima di Die Fledermaus diretta da Bruno Walter con Hans Moser al Festival di Salisburgo.
Il successo divenne ancora maggiore a Berlino, al Metropol-Theater dove nel 1932 canta nella prima assoluta di Eine Frau, die weiß, was sie will di Oscar Straus. 
Fu anche attrice cinematografica, e fra i suoi film come protagonista si ricordano: Viola (1912), Der Tunnel (1915), Die Rose von Stambul (1919) e Narrentanz der Liebe (1919).
Fritzi Massary sposò in giovane età Karl-Kuno Rollo Graf von Coudenhove (1887-1940) da cui ebbe l'unica figlia, Elisabeth Maria Karl Liesl (1903-1979) che sposò poi lo scrittore Bruno Frank (1887-1945). Nel 1916 Fritzi Massary sposò a Berlino il grande attore austriaco Max Pallenberg col quale si rifugiò in Austria nel 1933, per l'avvento al potere del nazionalsocialismo in Germania; Max Pallenberg morì l'anno successivo in un incidente aereo avvenuto nei pressi di Karlovy Vary. Con l'avvento del nazismo anche in Austria (la cosiddetta Anschluss), Fritzi Massary emigrò negli Stati Uniti d'America (1938), dopo aver attraversato la Svizzera e l'Inghilterra. Si stabilì ad Hollywood, dove frequentò Franz Werfel, Thomas Mann, Ernst Lubitsch e Lion Feuchtwanger, ma girò pochi film.

## Filmografia
- Komm du kleines Kohlenmädchen (1907)
- Trallala Lied (1908)
- Schutzmannslied (1908)
- Entrée der Messalinette (1908)
- Donnerwetter, tadellos (1908)
- Auf ins Metropol (1908)
- Viola (1912)
- Der Tunnel, regia di William Wauer (1915)
- Narrentanz der Liebe, regia di Arthur Wellin (1919)
- Die Rose von Stambul, regia di Arthur Wellin (o Felix Basch?) (1919)